# Национальный сад (Афины)
Национальный сад в Афинах (греч. Εθνικός Κήπος), прежнее название Королевский сад — парк, заложенный первой королевой независимой Греции Амалией Ольденбургской, женой короля Оттона, на площади 15,5 га в самом сердце Афин. Находится в непосредственной близости от Греческого парламента и простираются на юг до Заппейона.
Создание королевского сада продолжалось с 1838 по 1840 гг. под руководством немецкого садовника Шмидта. Для осуществления всех замыслов было ввезено более 500 видов растений и различных животных и птиц. Однако для многих растений средиземноморский климат оказался слишком неблагоприятным.
Парк построен как последовательность композиций на определенные темы, поэтому помимо экзотических растений он удивляет древними руинами и мозаиками. Память первого президента Греции Каподистрии и автора Национального гимна Греции Соломоса увековечена здесь в памятниках.
В 2010 году предложено внести Национальные сады в перечень исторических памятников столицы.

## Галерея

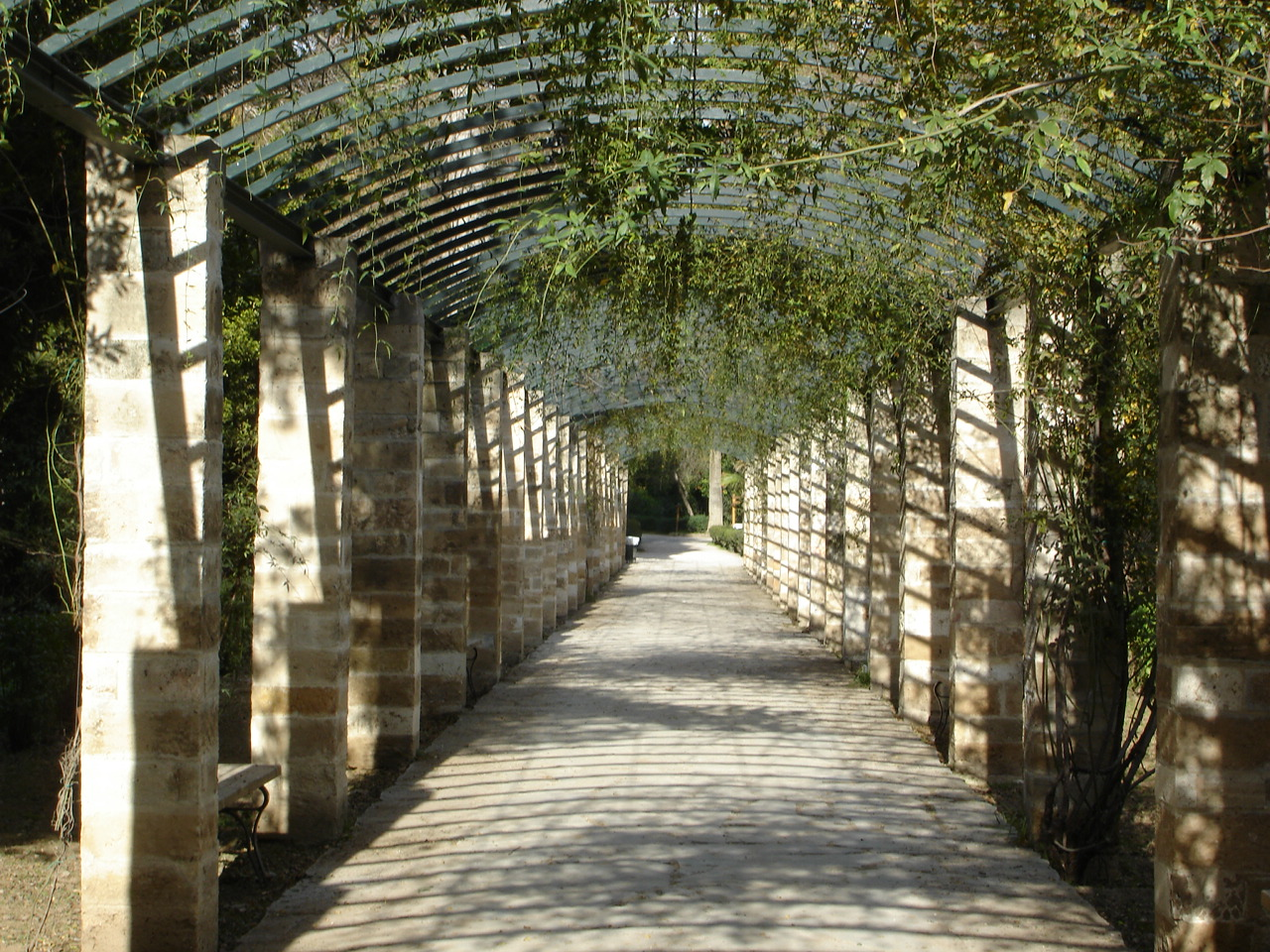
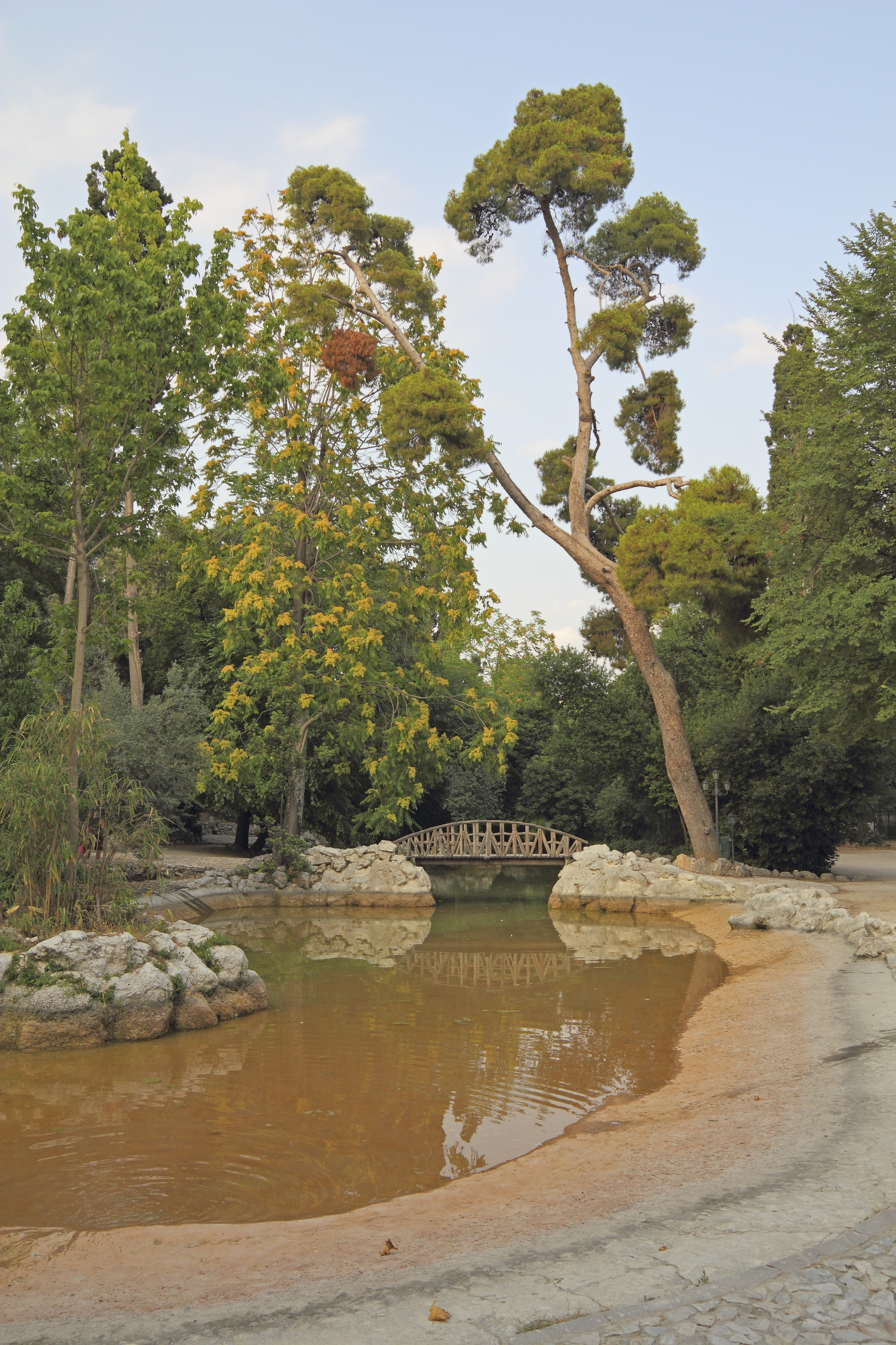
Одно из озёр парка
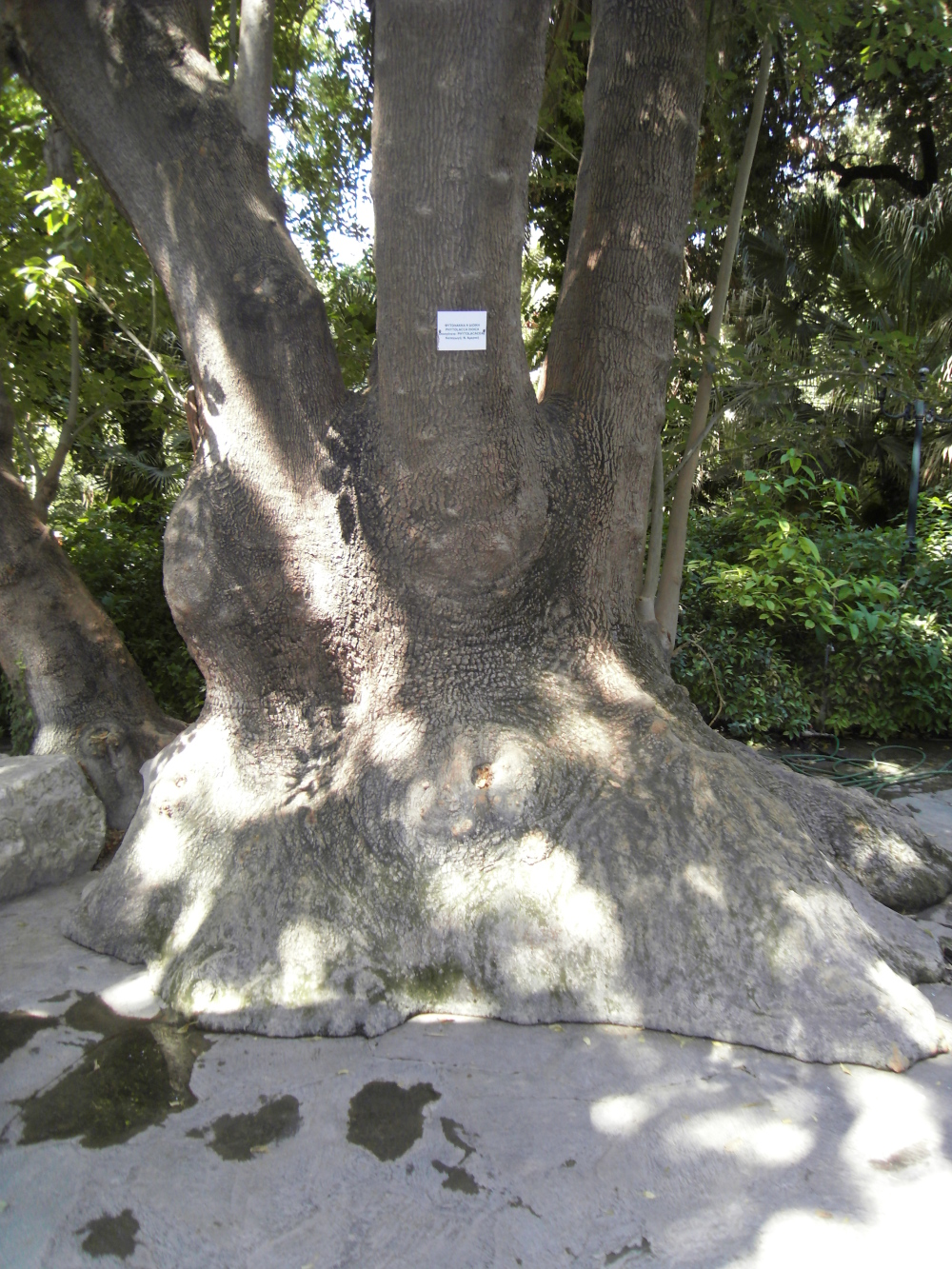
Лаконос
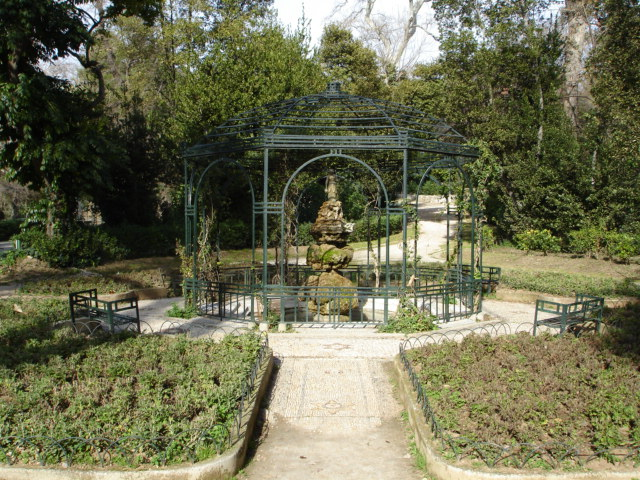